# BWV
BWV (произн. бэ-вэ-фау, общепринятое сокращение от нем. Bach-Werke-Verzeichnis — «Каталог работ Баха») — система нумерации, принятая для сочинений И. С. Баха в каталоге В. Шмидера «Thematisch-systematisches Verzeichnis der musikalischen Werke von Johann Sebastian Bach» (1950). Нумерация по BWV является общепринятым способом ссылки на сочинения Баха (например, «Музыкальное приношение», BWV 1079). Иногда эту нумерацию называют «нумерацией Шмидера».
Каталог Шмидера несколько раз обновлялся. Сочинения, авторство Баха в которых было оспорено, переносились в Приложение (Anhang), добавлялись вновь обнаруженные сочинения и т. д. Последнюю версию BWV подготовили в 1998 году Альфред Дюрр (Alfred Dürr) и Ёситакэ Кобаяси (小林義武). На этот каталог музыковеды более не ссылаются как на «Шмидера», а называют его «Дюрр-Кобаяси», при этом аббревиатура «BWV» в ссылках на музыку Баха сохраняется на века.

## Тематический каталог
В отличие от каталогов других классических композиторов, упорядоченных хронологически, каталог Шмидера упорядочен по типам произведений, то есть является тематическим: сначала идут произведения для хора, затем для органа, потом для клавира и т. д. Поэтому маленький номер BWV не означает, что произведение является ранним.
Для предпочтения тематического каталога хронологическому у Шмидера было несколько причин, наиболее значимые из них следующие:
- Многие работы Баха не могут быть точно датированы. Даже если на нотах написана дата, она может означать всего лишь дату копии, переаранжировки и т. д. Тем не менее со времён Шмидера для многих работ Баха была установлена точная или вероятная дата сочинения.
- Баховское общество занималось публикацией работ Баха с 1851 г.; произведения публиковались по жанру, так что Шмидер следовал многолетней установившейся практике.

## Другие каталоги баховских произведений

### Нумерация по опусу
Упорядочение работ Баха по опусу или дате издания сразу оказалось вне рассмотрения: Бах не использовал нумерацию по опусам, а большинство его работ было опубликовано уже после его смерти.

### Хронологическая нумерация
Филипп и Жерар Цванг опубликовали альтернативную систему нумерации кантат (BWV 1—215 + 248—249) по хронологическому принципу: 
Впервые этот список был опубликован в Париже в 1982 г. под заголовком «Guide pratique des cantates de Bach», ISBN 2-221-00749-2.

## Издания
- Thematisch-systematisches Verzeichnis der musikalischen Werke von Johann Sebastian Bach. Bach-Werke-Verzeichnis (BWV), hrsg. v. Wolfgang Schmieder. Leipzig: Breitkopf & Härtel, 1950.
- Bach-Werke-Verzeichnis. Kleine Ausgabe, nach der Wolfgang Schmieder vorgelegten 2.Ausgabe, hrsg. v. Alfred Dürr u. Yoshitake Kobayashi, unter Mitarbeit v. Kirsten Beißwenger. Wiesbaden u.a.O.: Breitkopf & Härtel, 1998. ISBN 3-7651-0249-0 (ошибоч.) .